# أليكس لوبيز دو ناسيمينتو
أليكس لوبيز دو ناسيمينتو (22 أبريل 1969 في البرازيل – )؛ هو لاعب كرة قدم سابق كان يلعب كلاعب وسط.

## وصلات خارجية
- أليكس لوبيز دو ناسيمينتو على موقع رابطة كرة القدم اليابانية للمحترفين (اليابانية)
- أليكس لوبيز دو ناسيمينتو على موقع عالم كرة القدم.نت (الإنجليزية)